# Житецький Павло Гнатович
Павло́ Гна́тович Жите́цький (23 грудня 1836  (4 січня 1837) , Кременчук, Малоросійське генерал-губернаторство  — 5 (18) березня 1911 , Київ ) — український мовознавець, лексикограф, педагог, фольклорист і громадський діяч. Доктор російської словесності (1908). Член-кореспондент Петербурзької АН (1898), дійсний член Історичного товариства Нестора-літописця (1879), Наукового товариства імені Шевченка (1903).
Досліджував історичну фонетику української мови, зокрема таку її пам'ятку, як Пересопницьке Євангеліє (1556—1561 pp.), написане в Пересопницькому монастирі на Волині. Приятелював з Михайлом Драгомановим.

## Життєпис

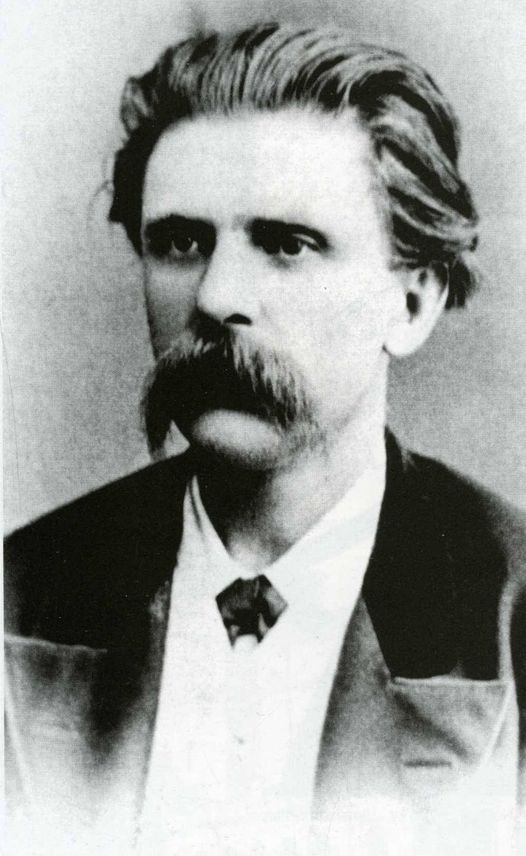
Павло Житецький

Павло Гнатович Житецький народився 23 грудня 1836 (4 січня 1837), у місті Кременчук (тепер Полтавської області) в родині священика. Освіту розпочав у Полтавській семінарії, згодом навчався в Київській духовній академії (1857–1860), 1860—1864 — на історико-філологогічному факультеті Київського університету.

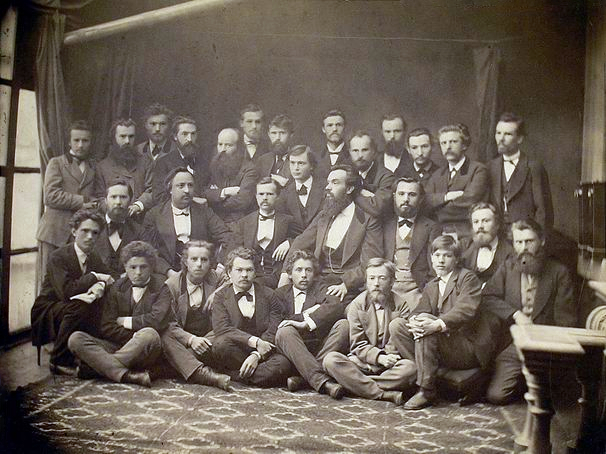
Київська «стара» громада разом зі студентською, 1874 р. Зліва направо: перший ряд: невідомо, Комарецький, невідомий представник студентської громади, Олександр Русів (скарбник), Іродіон Житецький, Волянський, Трохим Біленький, Михайло Левченко;
другий ряд: Микола Лисенко, Павло Чубинський, Іван Нечуй-Левицький, Михайло Старицький, Орест Левицький (делегат студентів при старій громаді), Діаконенко;
третій ряд: Фаворський, Михайло Драгоманів, Петро Косач (?), Білоусів, Микола Ковалевський, Пащенко, Хведір Вовк, Володимир Антонович, Микола Вербицький, Вільям Беренштам, невідомо, невідомо, Павло Житецький, невідомо.

Упродовж 1864—1868 років працював учителем російської мови у Кам'янець-Подільській чоловічій гімназії (серед учнів — майбутній письменник Григорій Мачтет), з 1868 — в кількох гімназіях Києва; в 1874—1893 — у Колегії Павла Ґалаґана.
Павло Житецький — один з основоположників українського мовознавства; йому належать глибокі дослідження з історії української мови, літератури і фольклору (писав українською мовою). Це, передусім, перша в українському мовознавстві велика праця з історії фонетики української мови «Нарис звукової історії малоруського наріччя» (1876), у якій поставлено й частково розв'язано низку питань, зокрема про занепад редукованих «ъ» та «ь», про звукову природу «ѣ» та перехід його в «і» тощо. У розвідці «Опис Пересопницького рукопису XVI ст.» (1876) Житецький розкрив мовні та палеографічні особливості пам'ятки і виявив у її тексті багато рис живого народного мовлення, показавши велике значення її для вивчення історії української літературної мови.

Досліджуючи граматичні форми в Ізборнику Святослава 1073 p., Павло Житецький відкрив явища, характерні для сучасної української мови (наприклад, у 3-й особі однини теперішнього часу є замість єсть, буде замість будешь; евфонічні чергування у — в). Такі самі ознаки має й Галицьке (Клироське) євангеліє 1144 р. На підставі цього дослідник зробив висновок, що «до другої половини XII ст. київське наріччя не відрізнялося суттєво від того наріччя, яким розмовляли в Галичі, тобто до цього часу в Києві жило те саме плем'я, що жило і в Галичі».
Особливо цінними є праці з історії української літературної мови, що актуальні й у наш час: «Нарис літературної історії малоруського наріччя в XVII ст.» (1889) та «Енеїда» Івана Котляревського і найдавніший список її у зв'язку з оглядом малоруської літератури XVIII ст." (1900). У них учений дослідив функціонування в писемності XVII—XVIII століття двох типів старої літературної мови — слов'яно-української, що продовжувала церковнослов'янську традицію, і книжної української мови, яка поєднувала стару писемну традицію з елементами живого народного мовлення; розглянув процеси еволюції обох типів літературної мови на ґрунті їх взаємодії з народнорозмовною мовою і занепад їх під впливом русифікації в XVIII століття. Павло Житецький першим показав значення «Енеїди» І. Котляревського для формування нової української літературної мови. Становлення нової літературної мови він розглядав у її зв'язках зі старою книжною і вбачав у мовно-літературній діяльності І. Котляревського розвиток традиції вживання живого народного мовлення в низьких жанрах староукраїнської писемності. Досліджував також шляхи розвитку російської літературної мови, її взаємозв'язки з українською («До історії літературної російської мови в XVIII ст.», 1903). Житецький виявляв інтерес до історії мовознавства (статті «Діалог Платона „Кратіл“», 1890; «Гумбольдт в історії філософського мовознавства», 1900, та ін.). У кількох літературознавчих статтях і рецензіях порушував проблеми взаємозв'язків літературно-книжної та уснонародної традицій у старій українській писемності.

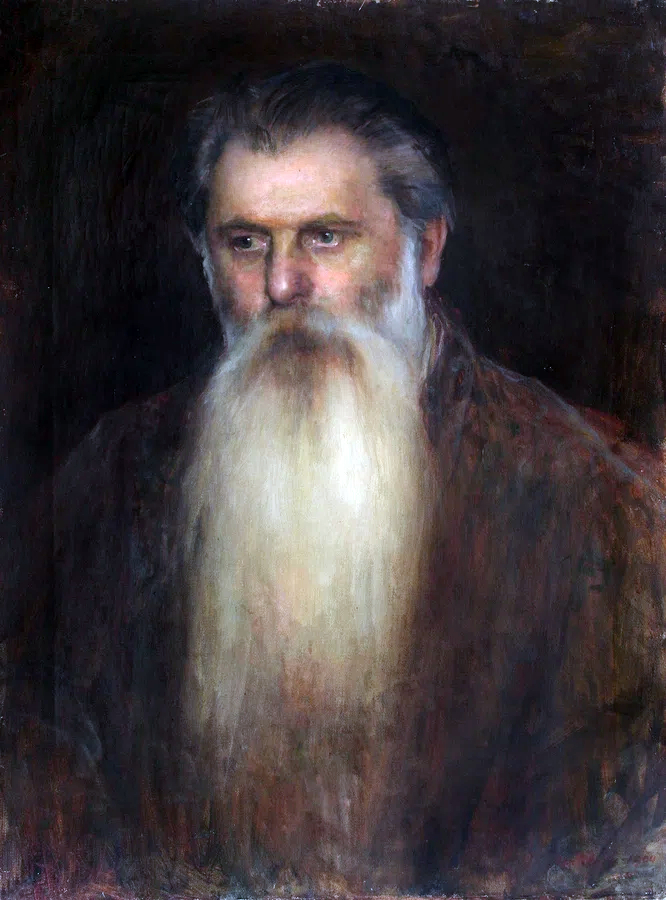
Портрет Павла Житецького. Худ. Іван Труш, 1900 р.

Помітне місце в історії української фольклористики зайняла праця Павла Житецького «Думки про народні малоруські думи» (1893). У праці «Про переклади Євангелія малоруською мовою» (1905) Житецький здійснив науковий аналіз мови тогочасних українських перекладів Євангелія з екскурсом в історію перекладів євангельських текстів українською мовою.
Автор шкільних підручників: «Теорія твору з хрестоматією» (1895), «Теорія поезії», «Нариси з історії поезії» (обидва́— 1898), які не раз перевидавалися.
Брав активну участь у виробленні норм українського правопису. Розроблена Павлом Житецьким правописна система частково була використана в україномовній частині «Записок Юго-Западного отдела Русского географического общества» (1873—1876), а також мала вплив на правопис «Словаря української мови» під редакцією Бориса Грінченка (1907–1909). Допомагав в упорядкуванні й підготовці цього словника до друку.
Житецький був активним учасником українського політичного руху, членом київської «Громади», співробітником «Кіевской Старини». У дискусії щодо «теорії» Михайла Погодіна про нібито російськість княжого Києва відстоював думку, що Київська Русь — це держава українського народу, що традиції культури й побуту тут не переривалися у всі часи, а риси української мови наявні ще в письмових джерелах XII—XIII століть.

Цікаві згадки про Павла Гнатовича зустрічаються в спогадах графа Олексія Ігнатьєва, сина київського генерал-губернатора Олексія Павловича Ігнатьєва, якому Житецький давав домашні уроки:
«Однако главными предметами оставались русский язык и математика.
В тихую просторную классную входил два раза в неделю, с плетеной кошевкой в руке, в поношенном сюртуке, высокий седовласый старик украинец с запущенными книзу усами.
Это был Павел Игнатьевич Житецкий, находившийся долгие годы под надзором полиции, что не мешало ему, однако, преподавать в привилегированном пансионе — коллегии Павла Галагана, в кадетском корпусе и даже заниматься с нами.
Житецкий был человеком больших знаний и ума, уверенным в своем превосходстве над большинством окружающих, что позволяло ему пренебрегать и собственной внешностью, и мишурным блеском чиновничьего мира.»
А пізніше Житецький був викладачем Олексія Ігнатьєва в Київському кадетському корпусі:
«Однако самой крупной величиной среди преподавателей был тот же Житецкий — мой старый учитель.
— Сыжу, як миж могильними памьятниками! — говаривал он в те минуты, когда никто не мог ответить, какой „юс“ должно писать в том или ином слове древнеславянского языка.
Он вел занятия только со старшими классами, для которых составил интересные записки по логике и основам русского языка. Он требовал продуманных ответов, за что многие считали его самодуром, тем более что он не скупился на „пятерки“»
Останні роки свого життя прожив у Києві за адресою Андріївський узвіз, 34 (190?—1911 рр.).
Помер у Києві 1911 року.

## Пам'ять
Видатному науковцеві присвячено одну з вітрин Музею Однієї Вулиці. У музеї експонуються оригінальні портрети та праці вченого, а також усе коло київської «Громади», — праці, фотографії та автографи відомих українських діячів.
4 січня 2017 року на державному рівні в Україні відзначався ювілей — 180 років з дня народження Павла Житецького (1837—1911), філолога, педагога й громадського діяча.
В Кременчуці, родинному місті діяча, з 2009 року є Вулиця Житецького та від 2022 року бульвар Пушкіна перемейновано на Бульвар Українського Відродження. Бульвар названий в честь пам'яті представників Українського національного відродження та кременчуківця Павла Житецького- як активного діяча Українського Відродження.
В Києві від 2022 року на честь Павла Житецького та його батька Житецького Гната є Вулиця Сім'ї Житецьких.
У 2024 році філії № 2 Кременчуцької міської публічної бібліотеки присвоїли ім'я Павла Житецького.

## Праці
- Нарис звукової історії малоруського наріччя (1876)
- Опис Пересопницького рукопису XVI ст. (1876) (Описание Пересопницкой рукописи 16 в.) [Архівовано 6 травня 2019 у Wayback Machine.] (1876)
- По поводу вопроса о том, как говорили в Киеве в XIV и XV веках (1883)
- Нарис літературної історії малоруського наріччя в XVII ст. (1889)
- Очерк звуковой истории малорусского наречия в 17 и 18 вв. (1889)
- Литературная деятельность И. Вишенского (1890)
- Мысли о малорусских народных думах (1893)
- Теорія твору з хрестоматією (1895)
- Теорія поезії (1898)
- До історії літературної російської мови в XVIII ст. (1903)
- О переводах Евангелия на малорусский язык [Архівовано 14 лютого 2022 у Wayback Machine.] (1906)
- Думки про народні малоруські думи (1893)
- Про переклади Євангелія малоруською мовою (1905)
- Нариси з історії поезії (1898)
- З історії київської української громади [Архівовано 11 лютого 2018 у Wayback Machine.] (1913)
- Нарис історії української мови в 17 в. (1914)
- «Енеїда» Котляревського і найдавніший список її у зв'язку з оглядом малоруської літератури XVIII ст. [Архівовано 1 листопада 2021 у Wayback Machine.] (1919)
- Житецкий П. Мысли о народных малорусских думах / П. Житецкого. — Киев: Изд. ред. журн. «Кіевская старина»: Тип. Г. Т. Корчак-Новицкого, 1893. — IV, 249, 3 с. [Архівовано 15 серпня 2020 у Wayback Machine.]
- Житецький П. Про українські народні думи / П. Житецький ; Всеукр. кооператив. вид. союз. — Київ: Печатня Вид. т-ва «Друкар», 1919. — 115 с. [Архівовано 15 серпня 2020 у Wayback Machine.]
- Житецький П. І. Нарис літературної історії української мови в XVII віці: з дод. слов. книжної укр. мови за рукописом XVII віку / вступ. ст. Л. А. Булаховського. — Львів: Укр. вид-во, 1941. — XXIV, 1, 202, 1 с. [Архівовано 15 серпня 2020 у Wayback Machine.]

та ін.